# Сеже
Сеже — река в России, протекает по Краснодарскому краю. Устье реки находится в 14 км по левому берегу реки Гунайка. Длина реки — 13 км. Площадь водосборного бассейна — 37,9 км².

## Данные водного реестра
По данным государственного водного реестра России относится к Кубанскому бассейновому округу, водохозяйственный участок реки — Пшиш. Речной бассейн реки — Кубань.
Код объекта в государственном водном реестре — 06020001212108100005164.